# Kottayam (huyện)
Huyện Kottayam là một huyện thuộc bang Kerala, Ấn Độ. Thủ phủ huyện Kottayam đóng ở Kottayam. Huyện Kottayam có diện tích 2203 ki lô mét vuông. Đến thời điểm năm 2001, huyện Kottayam có dân số 1952901 người.